# Цна (Логойський район)
Цна — (біл. вёска Цна), село (веска) в складі Логойського району розташоване в Мінській області Білорусі, підпорядковане Швабській сільській раді.
Село Цна розташоване в центральних районах Білорусі, в північній частині Мінської області - орієнтовне розташування.